# SN 2008N
SN 2008N – supernowa typu II odkryta 17 stycznia 2008 roku w galaktyce NGC 4273. W momencie odkrycia miała maksymalną jasność 17,80m.